# HB 21
HB 21, también llamado SNR G089.0+04.7, HBH 21 y AJG 106, es un resto de supernova situado en la constelación de Cygnus. Fue descubierto como radiofuente en un estudio de radiación galáctica a 159 MHz llevado a cabo en 1953.

## Morfología
HB 21 es un resto de supernova de morfología mixta, es decir, en la banda de radio es similar a una carcasa hueca mientras que en rayos X su estructura es compacta y centralizada; así, en longitudes de onda de radio, presenta una estructura de capa irregular con un límite exterior bien definido.
Su emisión de radio está fuertemente polarizada con una proyección del campo magnético tangencial a la carcasa. Hay amplia evidencia de que HB 21 está interactuando con nubes moleculares adyacentes: dicha evidencia incluye observaciones de CO, así como observaciones en el infrarrojo de las áreas norte y sur del remanente donde interacciona la onda de choque con las nubes.
La temperatura del gas en expansión alcanza los 7 000 000 K.

## Posible remanente estelar
El púlsar PSR J2047+5029, detectado en 2009 con el radiotelescopio de síntesis de Westerbork, se cree que no está relacionado con este resto de supernova: la edad característica del púlsar, 1700 millones de años, es unos dos órdenes de magnitud mayor que la edad de HB 21, por lo que parece ser mucho más antiguo.

## Edad y distancia
HB 21 tiene una edad incierta, entre 5000 y 16 400 años.
Por otra parte, a partir de la observación de las estrellas más brillantes en el complejo Cyg OB, con el que está asociado HB 21, y asumiendo una luminosidad visual máxima para las supergigantes rojas, inicialmente se estimó que la distancia a la que se encuentra HB 21 era de 800 ± 70 pársecs. Sin embargo, estudios más modernos sitúan a este resto de supernova a una distancia de 2300 ± 300 pársecs, por lo que estaría situado entre el brazo Local y el brazo de Perseo.
El radio de HB 21 es de aproximadamente 31 pársecs.